# Schignano
Schignano es una localidad y comune italiana de la provincia de Como, región de Lombardía. Tiene una población estimada, a fines de 2020, de 876 habitantes.

## Evolución demográfica
| Gráfica de evolución demográfica de Schignano entre 1861 y 2001 |
|                                                                 |
| Fuente ISTAT - elaboración gráfica de Wikipedia                 |